# Simón Lasso de la Vega
Simón Lasso (Lazo) de la Vega de Guzmán (? — 1650) fue un capitán español y explorador del Estado de Occidente y la Nueva Vizcaya en la Nueva España. Fue nombrado alcalde mayor y capitán de guerra de Sonora en 1648 por Diego Guajardo Fajardo quién era el gobernador de la Nueva Vizcaya, al separarse Sonora de la alcaldía de Sinaloa, luego de dos años de estar ambas bajo jurisdicción del mismo alcalde.
También el gobernador de Nueva Vizcaya, le dio la orden de hacer frontera con los enemigos y reconociera todas las tierras que pudiera, ya que el alcalde de Sinaloa estaba en su contra.

## Rebelión del pueblo pima
En el año de 1649 estando de la Vega en funciones de alcalde mayor, tomó medidas de represión en contra de tribus pimas a solicitud de los padres jesuitas Ignacio Molarja, Jerónimo de la Canal y Pedro Pantoja, ya que éstos al estar evangelizando gran parte de las zonas de la sierra del entonces Estado de Occidente, fueron mal recibidos por este grupo étnico al entrar a Cuchibacoachi. Lasso de la Vega sometió a los indígenas de este lugar y a los de Cucuribascai. Después del sometimiento, creó una alianza entre pimas y ópatas, después ese mismo año, el capitán alcalde mayor, fundó una villa española en Cuchubacoachi, que años después sería nombrada Bacoachi.